# Heterotropus desertus
Heterotropus desertus är en tvåvingeart som beskrevs av Zaitzev 1972. Heterotropus desertus ingår i släktet Heterotropus och familjen svävflugor.
Artens utbredningsområde är Mongoliet. Inga underarter finns listade i Catalogue of Life.